# Gilberto Sorriso
Gilberto Ferreira da Silva, mais conhecido como Gilberto Sorriso (São Paulo, 18 de setembro de 1951), é um ex-futebolista brasileiro que atuava como lateral esquerdo.
O apelido de "sorriso" deve-se ao fato de sentar sempre bem humorado e com grande sorriso no rosto. É pai do também lateral esquerdo Giba.

## Carreira

### São Paulo
Filho de Guilherme Ferreira da Silva e Pedra Teodora da Silva, Gilberto Sorriso começou a carreira atuando nas categorias de base do São Paulo em 1968, conquistando o Campeonato Paulista sub-20 em 1969.
Já pelo profissional foi campeão do Campeonato Brasileiro de Seleções Estaduais em 1970, conquistou três Campeonatos Paulistas (um bicampeonato em 1970 e 1971, e o Campeonato Paulista de 1975, além de ter conquistado vários vice-campeonatos: Campeonato Paulista de 1972, Campeonato Brasileiro de 1972 e Libertadores de 1974.
É um dos jogadores que mais vestiram a camisa do clube, com 143 jogos pelo Campeonato Brasileiro.

### Santos, empréstimo e fim de carreira
Em 1977, transferiu-se para o Santos, no ano seguinte foi parte do elenco que ficou famoso como "Meninos da Vila", grupo que conquistou o Campeonato Paulista de 1978.
Em 1985, foi emprestado ao Santo André por 1 ano. Gilberto ficou no Santos FC por 11 anos, até se despedir, em outubro de 1986, se tornando gerente de futebol por um curto período.
Retornou no final de 1987 para encerrar a carreira na Portuguesa Santista, em 1989.

### Como treinador
Após a aposentadora como jogador, em 1990 começou a trabalhar nas categorias de base do São Paulo e escolinhas do clube, atuando como técnico do infantil, juvenil e júnior. Ajudou a revelar jogadores como Denílson, Sidnei e Fabiano.
Tem em seu currículo um Curso Superior de Educação Física e também Pós em Administração Esportiva.
Também foi técnico do juvenil do Fortaleza.
Em 2006, trabalhou pela Prefeitura de São Paulo no Clube da Comunidade (CDM) Bola Preta, em Interlagos.
Em 2020, se torna treinador do time paulista Ibrachina FC.

## Vida pessoal
Gilberto tem dois filhos, um deles Gilberto Tavares da Silva, mais conhecido como Giba, que também atuou como lateral esquerdo, e Thalita Tavares.

### Detido por engano
Gilberto Sorriso foi acusado por engano, após ser confundido com um homem que se dizia ser ex-jogador de futebol e chamar-se Gilberto Sorriso. Após prestar contas foi provada sua inocência.

## Títulos

### São Paulo
- Campeonato Paulista sub-20: 1969
- Campeonato Brasileiro de Seleções Estaduais: 1970
- Campeonatos Paulista: 1970, 1971[18] e 1975

### Santos
- Campeonato Paulista: 1978
- Campeonato Paulista: 1984